# Ascensore di Quezzi
L'ascensore di Quezzi è uno dei pochi impianti a fune di questo tipo in servizio di trasporto pubblico e presenta la peculiarità di essere il primo in Italia a vedere applicata l'innovazione della doppia pendenza.
L'impianto è entrato in funzione a Genova nel 2015.

## Storia
Progettata nel 2004 allo scopo di alleviare una situazione urbanistica particolarmente critica e risultato di un cofinanziamento fra Comune di Genova e Regione Liguria, l'opera costò complessivamente 5 milioni di euro. I lavori furono affidati alla Maspero Elevatori, società specializzata per questo particolare tipo di soluzioni.
La consegna all'AMT, individuato come gestore dell'impianto al pari degli analoghi sistemi di risalita presenti in città, avvenne nel 2014. Presentato alla stampa il 21 gennaio 2015, entrò in servizio, nei soli giorni feriali, il successivo 8 maggio.

## Caratteristiche
L'ascensore, costituito da una cabina singola, copre un dislivello complessivo di 75,85 metri con una rampa caratterizzata dalla doppia pendenza di 44,13° e 30,33° , che rappresenta un'innovazione in Italia e che viene percorsa in circa cento secondi. La cabina può trasportare fino a 25 passeggeri, per una portata complessiva di 300 passeggeri l'ora.
L'illuminazione della cabina, dotata di ampie superfici vetrate panoramiche, e la sua ventilazione sono agevolate dalla presenza di pannelli fotovoltaici.
Il percorso, che si svolge nel quartiere di Quezzi, ha origine da via Pinetti in corrispondenza di una galleria che fungeva da rifugio antiaereo durante la seconda guerra mondiale ed è stato per l'occasione riadattato. Uscito all'aperto dopo 27 metri e superato un tratto in trincea di ulteriori 23 metri, l'ascensore osserva poi la fermata intermedia di via Portazza, per poi impegnare la seconda rampa, quella che conduce alla stazione superiore di via Fontanarossa per un totale di circa 131 metri.